# Rakov Potok
Rakov Potok je vesnice v Chorvatsku v Záhřebské župě. Je součástí opčiny města Samobor, od něhož se nachází 12 km jihovýchodně. Sídlo je rozsáhlé, jeho zástavba je ve tvaru kříže, od severu k jihu je dlouhá 3 km. V roce 2021 zde žilo 1 089 obyvatel. Počet obyvatel až na rok 2021 stoupal, původně v roce 1869 zde žilo pouze 397 obyvatel. Počet obyvatel přesáhl tisíc v roce 1991.
Vesnicí prochází státní silnice D1 a župní silnice Ž1047. V místní části Težaki se nachází kostel Přesvatého Srdce Ježíšova.

## Sousední sídla
| Růžice kompasu | Molvice          | Mala Gorica | Kalinovica     | Růžice kompasu |
| Růžice kompasu | Falašćak Galgovo | Sever       | Gornji Stupnik | Růžice kompasu |
| Růžice kompasu | Falašćak Galgovo | Rakov Potok | Gornji Stupnik | Růžice kompasu |
| Růžice kompasu | Falašćak Galgovo | Jih         | Gornji Stupnik | Růžice kompasu |
| Růžice kompasu | Pavučnjak        |             | Horvati        | Růžice kompasu |